# Aleksandr Nedovyesov
Aleksandr Nedovyesov (Alushta, 15 de fevereiro de 1987) é um tenista profissional cazaque. Nascido na Ucrânia, se naturalizou em 2014.

## Títulos
Simples
| Posição | N. | Data              | Torneio                | Piso     | Oponente            | Placar        |
| ------- | -- | ----------------- | ---------------------- | -------- | ------------------- | ------------- |
| Vice    | 1. | 19 maio 2013      | Samarkand, Usbequistão | Saibro   | Teymuraz Gabashvili | 3–6, 4–6      |
| Campeão | 1. | 16 junho 2013     | Prague, Rep. Tcheca    | Saibro   | Javier Martí        | 6–0, 6–1      |
| Campeão | 2. | 22 setembro 2013  | Szczecin, Polônia      | Saibro   | Pere Riba           | 6–2, 7–5      |
| Campeão | 3. | 27 outubro 2013   | Kazan, Rússia          | Duro (i) | Andrey Golubev      | 6–4, 6–1      |
| Vice    | 2. | 15 fevereiro 2015 | Bergamo, Itália        | Duro     | Benoît Paire        | 3–6, 6–7(3–7) |